# Leo-Cedarville
Leo-Cedarville é uma cidade  localizada no estado americano de Indiana, no Condado de Allen.

## Demografia
Segundo o censo americano de 2000, a sua população era de 2782 habitantes.
Em 2006, foi estimada uma população de 2915, um aumento de 133 (4.8%).

## Geografia
De acordo com o United States Census Bureau tem uma área de
10,1 km², dos quais 9,7 km² cobertos por terra e 0,4 km² cobertos por água.

## Localidades na vizinhança
O diagrama seguinte representa as localidades num raio de 20 km ao redor de Leo-Cedarville.